# 1951 en Iran
Chronologie de l'Iran
- 1947
- 1948
- 1949
- 1950
- 1951
- 1952
- 1953
- 1954
- 1955

Cette page concerne les évènements survenus en 1951 en Iran  :

## Événements

### Janvier
- 19 janvier : Inauguration du premier téléski iranien[1].

### Février
- 12 février : Mariage du chah Mohammad Reza Pahlavi avec Soraya Esfandiari Bakhtiari[2].

### Mars
- 7 mars : Assassinat du premier ministre Razmara[3].
- 8 mars : Le parlement vote la nationalisation de l'industrie pétrolière en Iran[4].

### Avril
- 9 avril : Suicide de l'écrivain Sadegh Hedayat à Paris[5].
- 21 avril : Décès du poète Mohammad Taghi Bahar à Téhéran[6].
- 27 avril : Démission du Premier ministre Hossein Ala'[7].
- 28 avril : Le parlement élit Mohammad Mossadegh au poste de Premier ministre[8].

### Mai
- 2 mai : Le parlement promulgue le projet de Mossadegh: la nationalisation de l'Anglo-Iranian Oil Company[9]
- 26 mai : La Grande-Bretagne saisit la Cour internationale de justice[10].

### Juin
- 3 juin : Arrestation à Téhéran de Navvab Safavi[11].
- 9 juin : Arrivée à Abadan des trois membres du conseil de direction provisoire de la National Iranian Oil Company[7].

### Juillet
- 5 juillet : La Cour internationale de justice saisie par la Grande-Bretagne, donne raison à cette dernière, qui décide alors le boycott du pétrole iranien[12].

- 17 juillet : Monsieur Kafai représente l'Iran à la 25e séance de la conférence de plénipotentiaires sur le statut des réfugiés et des apatrides[13].

### Août
- 4 août : Arrivée en Iran de Richard Stokes, homme d'affaires dont l'entreprise a beaucoup de relations avec le Moyen-Orient, pour tenter de débloquer les négociations avec le gouvernement iranien[14].
- 23 août : Richard Stokes quitte l'Iran sans avoir réussi à mener à bien sa mission[14]

### Septembre
- 12 septembre : Le Premier ministre Mossadegh lance un ultimatum à la Grande-Bretagne pour qu'elle évacue Abadan[15].
- 27 septembre : L'Iran reprend possession d'Abadan, évacuée par les Britanniques[15].

### Octobre
- 4 octobre : Arrêt total de la production de pétrole par l'Anglo-Iranian Oil Company[3].
- 12 octobre : La Grande-Bretagne, soutenue par la France et les États-Unis, soumet une proposition de résolution au conseil de sécurité des Nations unies, considérant la lutte des Iraniens pour la nationalisation de l'industrie pétrolière comme une "menace pour la paix et la sécurité internationales"[16].

### Novembre
- 1er novembre : Sortie du film Shekar-e khanegi (Girl Hunting) de Sadegh Bahrami et Ali Daryabegi[17].

### Décembre
- 8 décembre : La Cour internationale de justice désigne Hossein Navab comme agent dans l'affaire de l'Anglo-Iranian Oil Company[10].
- 13 décembre : Sortie du film Madar (Mother) d'Esmail Kushan[18].
- 21 décembre : Émission d'un emprunt d'État destiné à réduire la dépendance vis-à-vis de la rente pétrolière[19].